# 塔斯馬尼亞糙躄魚
塔斯馬尼亞糙躄魚是輻鰭魚綱鮟鱇目躄魚亞目躄魚科的其中一種，為亞熱帶海水魚，分布於澳洲塔斯馬尼亞島至新南威爾斯省海域，為特有種，棲息深度10-240公尺，體長可達15公分，棲息在沿岸珊瑚礁區，生活習性不明。